# 田宫义雄
田宫义雄（日语：田宮義雄/たみや よしお，1905年5月15日—1988年11月2日），日本企业家，田宫公司的创始人，田宫俊作的父亲。。